# قانون ردع تجار الجنس
قانون ردع تجار الجنس (سيستا) وقانون سماح للولايات والضحايا لمحاربة الاتجار الجنسي الألكتروني (فوستا) هما مشروعان قانوني تابعان لمجلس الشيوخ والنواب الأمريكيين بأن مجموعة قوانين فوستا وسيستا باتوا قانونًا في 11 من أبريل/نيسان لعام 2018. فقد صادقوا على قانون الدولة للاتجار الجنسي لجعله غير مشروع فيما يخص بمساعدة، أو تسهيل، أو تدعيم الاتجار بالجنس وتعديل قانون آداب الاتصالات الخاص بفصل 230 من الملاذ الآمن (الذي يحصن خدمات الإنترنت من ثقة المدنيين بسبب أفعال الخاصة بالمستخدمين) لفصل تمكين قوانين الاتجار الجنسي الفيدرالي أو الولاية من حصانتها. قاد السيناتور الراعي روب بورتمان تحقيقات في الخدمات الخاصة بالانترنت وتدعى باك بيدج (التي اتهمت بتسهيل الاتجار الجنسي للأطفال) ونادى بأن الفصل 230 كان يحمينا من «أفعال التجارة عديمة الضمير» ولم يصمم لتوفير حصانة لمواقع الالكترونية التي تسهل الاتجار الجنسي للأطفال.
وحصل سيستا على دعم ثنائي من أعضاء مجلس الشيوخ الأمريكي، وجمعية الإنترنت، وشركات مثل شركتي تونتي-فرست سينتوري فوكس وأوراكل الذين دعموا هدف مشروع القانون لتشجيع عمل رد فعل نشط ضد الاتجار الجنسي غير المشروع. انتقدت مجموعات ناصرة لحرية التعبير سيستا لتسببه في ضعف فصل 230 لملاذ الآمن حسب اعتقدهم بأنه سيجعل المحتاجين لديهم ثقة لأي استخدام خاص بالموانئ التي تسهل عملية الاتجار بالجنس، مدركين بإذا تسامحوا على هذا المحتوى وعدم الأخذ بالاعتبار إذا لم يأخذوا خطوات فعالة لمنع ذلك الاستخدام.
كانت سيستا مدرجة في قانون من إصدار تابع لمجلس النواب بالتعاون مع قانون فوستا واقتراح مشترك كان معروف «بمجموعة فوستا وسيستا». ففي 27 من فبراير /شباط لعام 2018، نجحت المجموعة  بعدد أصوات 388 في مقابل 25 صوتًا في مجلس النواب. أما في 21 من مارس/آذار لعام 2018، نجح مشروع قانون المجموعة بعدد أصوات 97 في مقابل صوتين في مجلس الشيوخ والمعارضين كانوا رون وايدن وراند بول. وأخيرًا وقع الرئيس دونالد ترامب على مشروع القانون في 11 أبريل/نيسان لعام 2018.